# Exposición Universal de San Luis (1904)
La Exposición Universal de San Luis, también llamada Louisiana Purchase Exposition, fue una Exposición Universal que estuvo coordinada por la Louisiana Purchase Exposition Company y el Gobierno de los Estados Unidos, y que tuvo lugar del 30 de abril al 1 de diciembre de 1904, en la ciudad estadounidense de San Luis, Misuri.
La exposición ocupó alrededor de quinientas hectáreas en él, hoy en día, Forest Park y fue la mayor exposición celebrada hasta entonces. Hubo unos 1500 edificios conectados mediante 120 km de caminos. Se decía que era imposible echar un vistazo rápido en menos de una semana. La muestra fue visitada por un total de 19 694 855 personas.
George Kessler, quien diseñó muchos parques urbanos en Texas y el Medio Oeste de los Estados Unidos, realizó el diseño de la exposición.
Acudieron a la muestra 60 países, el gobierno de los Estados Unidos y 43 de los entonces 45 estados de los EE. UU. También acudieron a la muestra destacadas industrias, ciudades, organizaciones privadas y corporaciones, compañías de teatro y escuelas de música. "El Lucio" era el centro de entretenimiento de la muestra.
En 2004 se celebró en San Luis una exposición en conmemoración del centenario de la Exposición Universal, en la que se podían ver recuerdos y artefactos del evento.

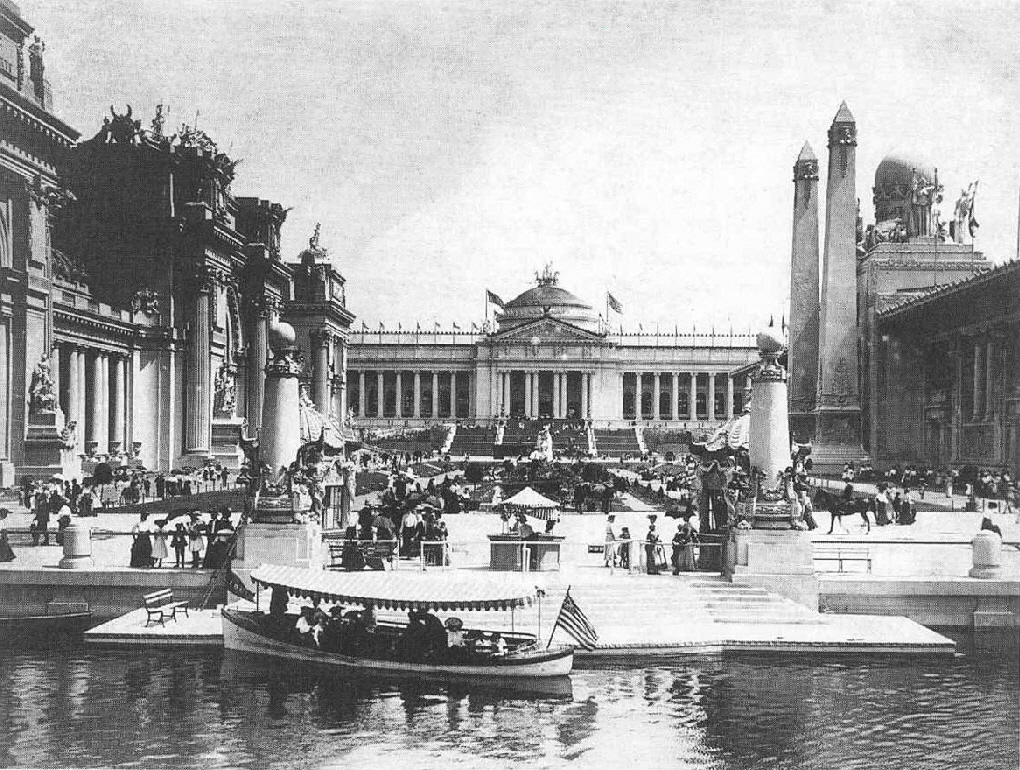
"Arquitectura neoclásica en el edificio del gobierno de Lousiana en la Exposición Universal"
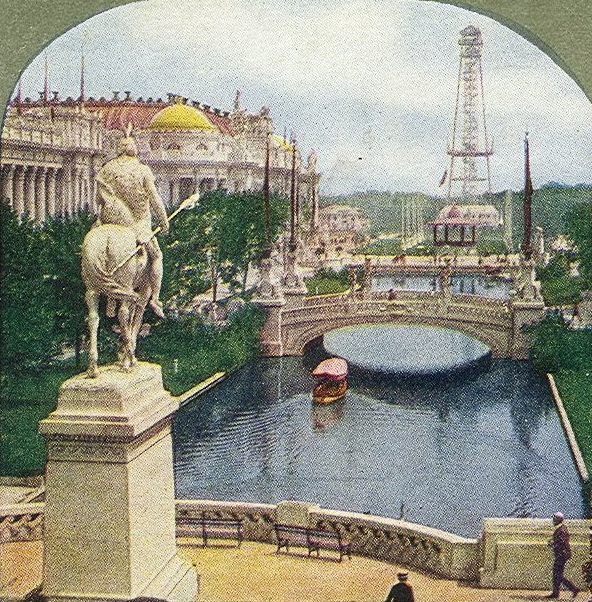
"Este del Lago, con los Palacios de la Manufactura y la Educación"
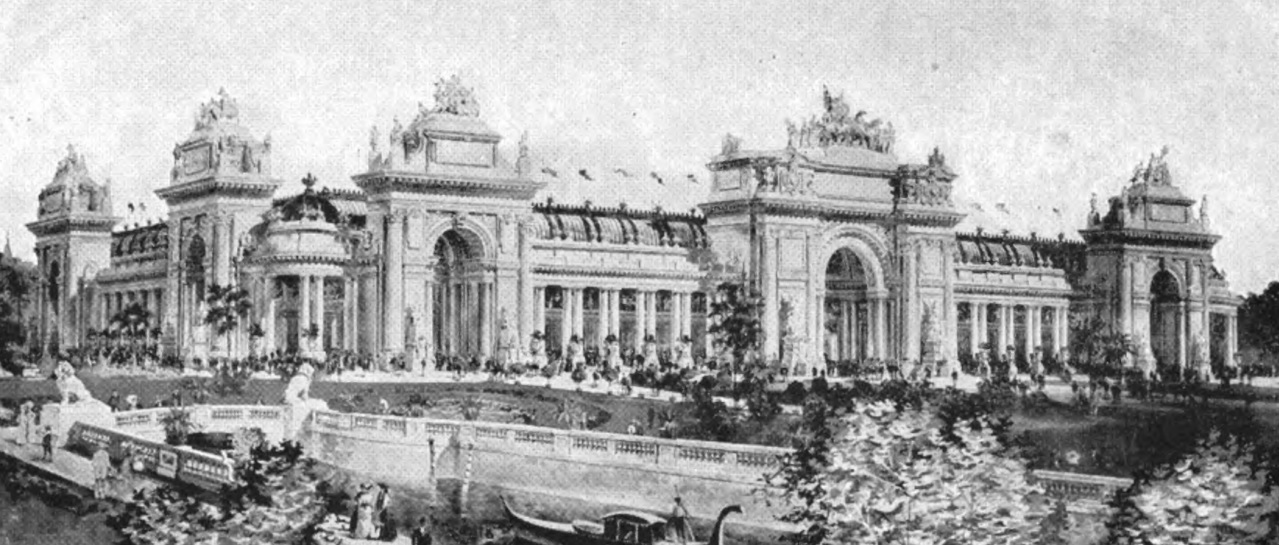
Palacio de las Artes Liberales, 1904

## Exposición

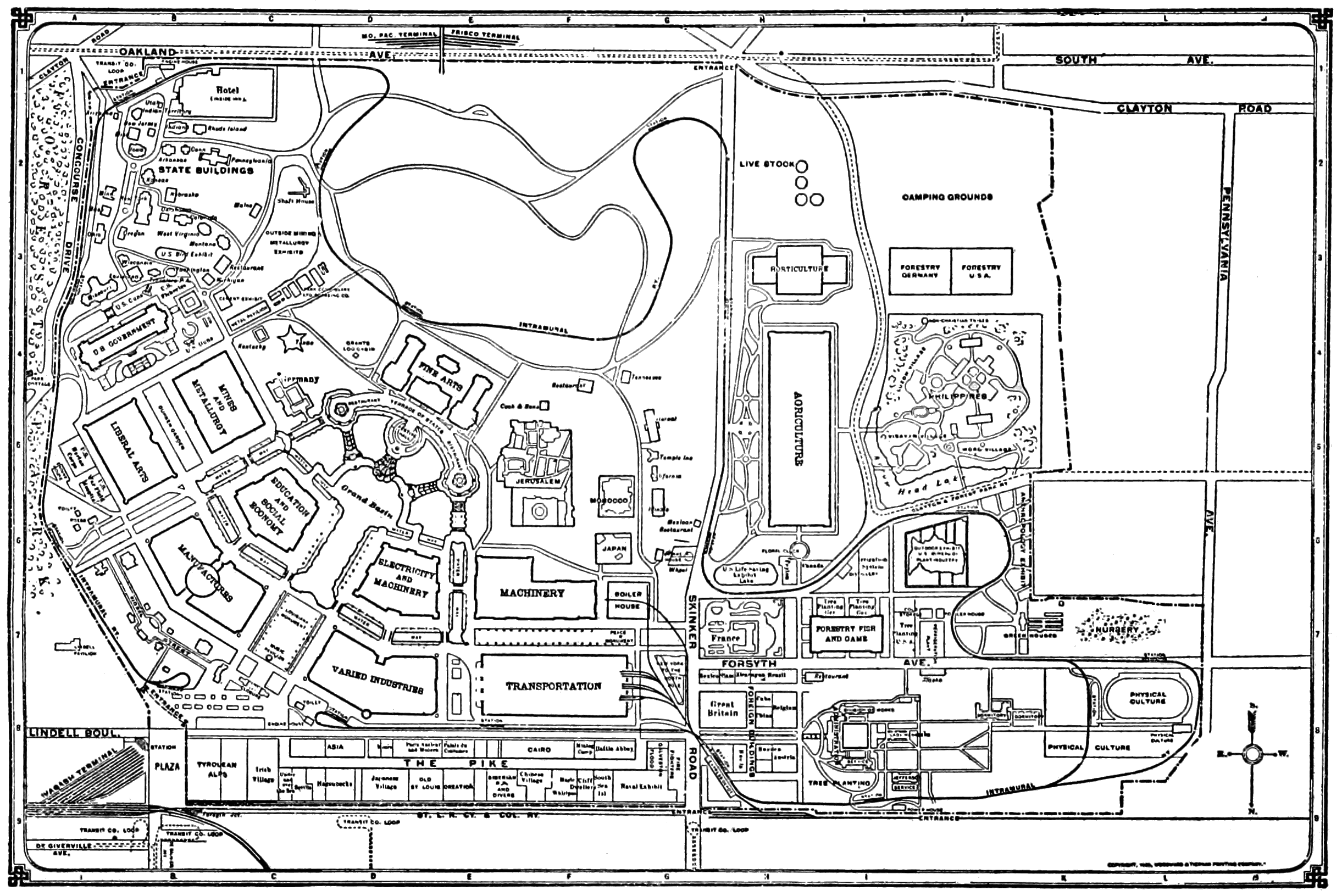
Plano de la Exposición

### Inauguración
El presidente de la Exposición, David R. Francis, presidió la inauguración oficial de la muestra en la plaza de San Luis. El presidente Theodore Roosevelt envió vía telégrafo desde Washington D. C. la orden de abrir la muestra.
Casi 200.000 personas acudieron aquel 30 de abril de 1904 a la inauguración de la muestra. El trabajo duro de los organizadores, de comerciantes y de los trabajadores fue recompensado con un día soleado. Muchos negocios locales se cerraron para dar a sus empleados la oportunidad de presenciar la ceremonia de apertura.

### Edificios

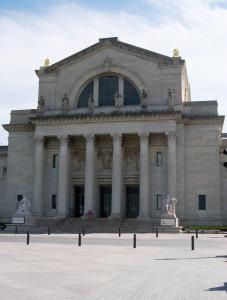
El Palacio de Bellas Artes en la actualidad.

Como en la Exposición Mundial Colombina de Chicago, todas las construcciones excepto una, que era neoclásica, eran del estilo propio de la época en la que se realizó la muestra. Los edificios fueron construidos con un material llamado staff, una mezcla de yeso de fibras de cáñamo y escayola. Como en Chicago, los edificios y las estatuas se deterioraron visiblemente durante los meses en los que duró la feria.
El Palacio de Bellas Artes fue diseñado por el arquitecto Cass Gilbert. Dentro del palacio destacaba una magnífica tribuna basada en las termas de Caracalla. Hoy en día es el Museo de Arte de San Luis.
El edificio de administración de la exposición es ahora el "Brooking Hall", que es la parte más significativa del campus de la Universidad Washington en San Luis. Una copia de esta construcción fue erigida en la Universidad Noroeste del Estado de Misuri, fundada en 1905 en Maryville (Misuri).
Algunos inmuebles del bulevar Lindell, situado al norte del Forest Park, sobrevivieron a la exposición. Uno de estos edificios fue elegido para albergar la residencia del obispo de la arquidiócesis de San Luis.

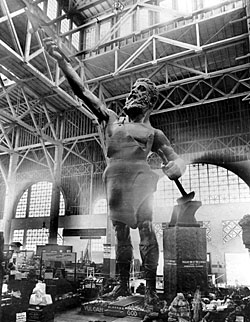
La estatua de Vulcano en 1904.

La ciudad de Birmingham, Alabama, construyó una estatua de hierro fundido del dios romano Vulcano, que fue expuesta en el Palacio de Minas y Metalurgia.
La exposición contó con el órgano más grande en el mundo en aquel entonces, construido por una empresa de órganos musicales de Los Ángeles. Tras la exposición fue guardado en un almacén y más tarde fue comprado por John Wanamaker para exponerlo en su nueva tienda en Filadelfia.
Completado en 1913, el monumento conmemorativo a Jefferson fue construido cerca de la entrada principal de la exposición, en el cruce de las calles Lindell y DeBalivere. Dicha construcción se llevó a cabo con los beneficios de la feria, con intención de conmemorar a Thomas Jefferson, quien inició la compra de Luisiana. Además, también fue construido para almacenar los registros y archivos de la exposición. Hoy en día es el emplazamiento del Museo de Historia de Misuri.

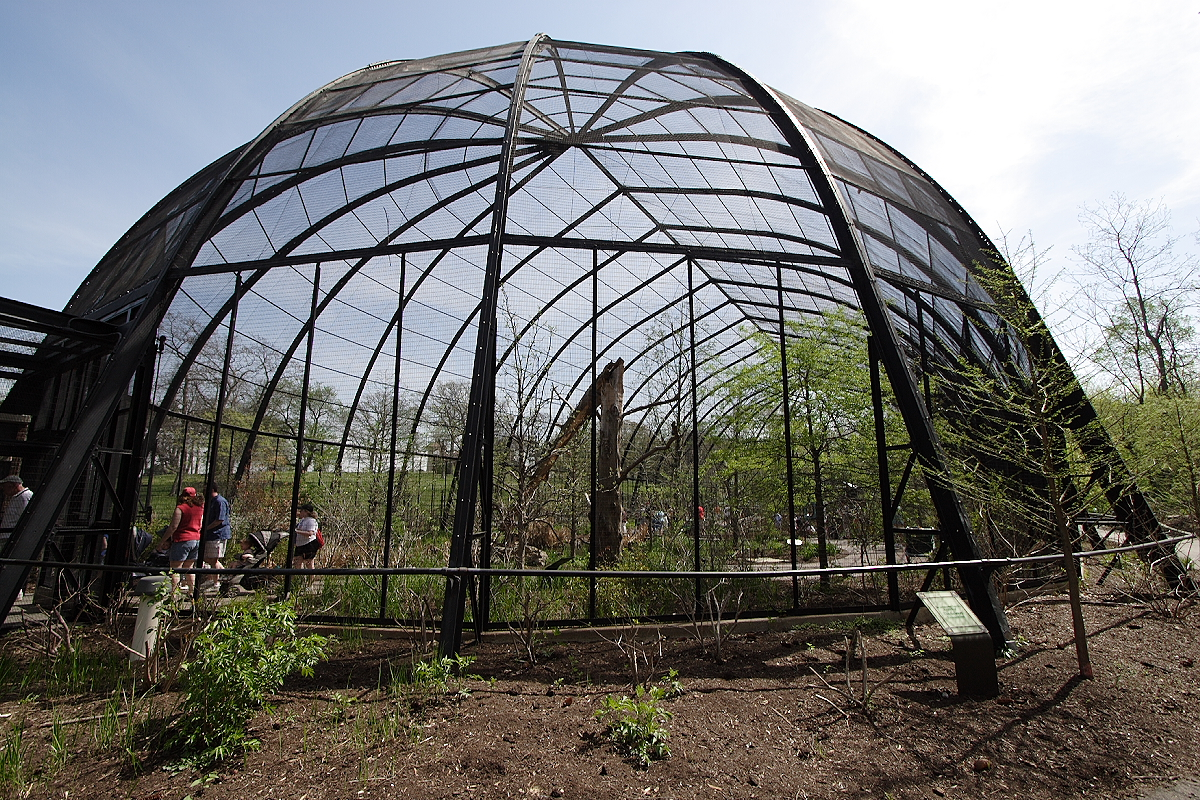
El aviario en la actualidad.

La Smithsonian Institution construyó un aviario que formaba parte de la exhibición del gobierno de los Estados Unidos en la muestra. La Smithsonian quería llevarse el aviario a Washington D. C. cuando terminara la exposición, pero los ciudadanos de San Luis decidieron comprar el aviario por 3500 dólares. Este aviario todavía se puede observar en el Parque Zoológico de San Luis.
La Model Street fue una calle diseñada para mostrar ideas a los alcaldes y a los ciudadanos y así mejorar su comunidad.
La Model Street incluyó edificios localizados alrededor de un Ayuntamiento. Las ciudades que tuvieron un inmueble en representación suya fueron: Nueva York, San Francisco, Kansas City, Boston, Búfalo, Minneapolis y Saint Paul. Además de los edificios incluyeron un hospital, una guardería, una biblioteca, una escuela, un museo y un casino. Otra atracción de la calle fue un patio de juegos que fue utilizado por más de 7000 niños a lo largo de la muestra.

#### Edificios de los estados de EE. UU.
El edificio del estado de Washington fue uno de los más interesantes de la muestra desde el punto de vista arquitectónico. Llegaba a los 30 metros de altura lo que proporcionaba a los visitantes una magníficas vistas.

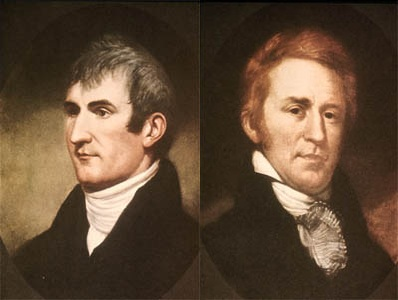
Lewis y Clark.

Otro estilo arquitectónico, el de misión española, fue usado en las construcciones estatales de Dakota del Sur e Idaho.
El estado de Oregón centro la temática de su edificio en la historia de la expedición de Lewis y Clark.
Los funcionarios del estado de Colorado prepararon proyectos para una instalación, pero ésta nunca fue construida. En su lugar se realizaron diversas exhibiciones.
El estado de Nueva York tenía un restaurante al que solo podían acceder los nacidos allí. El restaurante disponía del uso de electricidad, lo que fue una de las grandes innovaciones de la muestra. Los clientes disfrutaban de una vista encantadora y disponían de "comida rápida". El restaurante usaba estufas eléctricas que hacían posible el conseguir pollo asado en "sólo" 14 minutos.

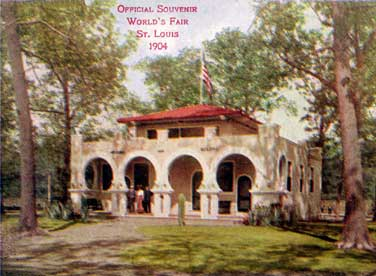
Edificio de Arizona.

En 1904, Arizona era todavía un territorio de los Estados Unidos visitado por unas pocas personas. Esto hizo que el edificio de Arizona tuviese un interés especial. Esta construcción fue diseñada con un estilo arquitectónico de misión española.
Tanto el edificio de Misisipi como el de Tennessee eran de estilo sureño. El inmueble de Misisipi fue construido para reproducir "Beauvoir", la última casa de presidente de la Confederación, Jefferson Davis. Sus amplias galerías y puertas daban la bienvenida a los visitantes. El edificio de Tennessee fue adaptado del diseño del Ermitage, la casa del presidente Andrew Jackson. La nieta de Jackson, a la edad de 76 años, actuó como posadera del edificio.
Varios estados de la sección del sudoeste de EE. UU. participaron en la muestra. Sus edificios se diseñaron para mostrar la arquitectura propia de cada estado. En muchas de las construcciones también destacaron artefactos que reflejaban la historia, el comercio y la geografía del estado. El edificio de California era una réplica de un inmueble de una misión franciscana. El jardín estaba situado en la azotea, donde también se encontraba un restaurante, muy popular, y estuvo lleno de plantas originarias de aquel estado.

Sello de Texas, donde se puede ver la estrella de cinco puntas.

El estado de Texas presentó un edificio que fue diseñado con la forma de una estrella de cinco puntas, el símbolo del estado.
Todos los estados del noreste de los Estados Unidos tuvieron su edificio en la muestra excepto Delaware. Una persona que visitara las instalaciones del estado de Maine podía ver un pabellón de caza construido con troncos de los pinares del estado y chimeneas construidas de rocas procedentes también de allí. El edificio del estado de Connecticut era una reproducción de una mansión colonial de Nueva Inglaterra. Los visitantes podían observar una serie de muebles de estilo colonial. Entre ellos se encontraba el escritorio Chippendale de 1765 y la silla usada por George Washington en el Primer Congreso Continental. El estado de Massachusetts presentó un inmueble en el que se combinaban el estilo colonial con otros muchos rasgos de interés histórico. El edificio del estado de Nueva Jersey era una reproducción de la Casa Ford, lugar donde George Washington residió durante la guerra de Independencia de Estados Unidos.

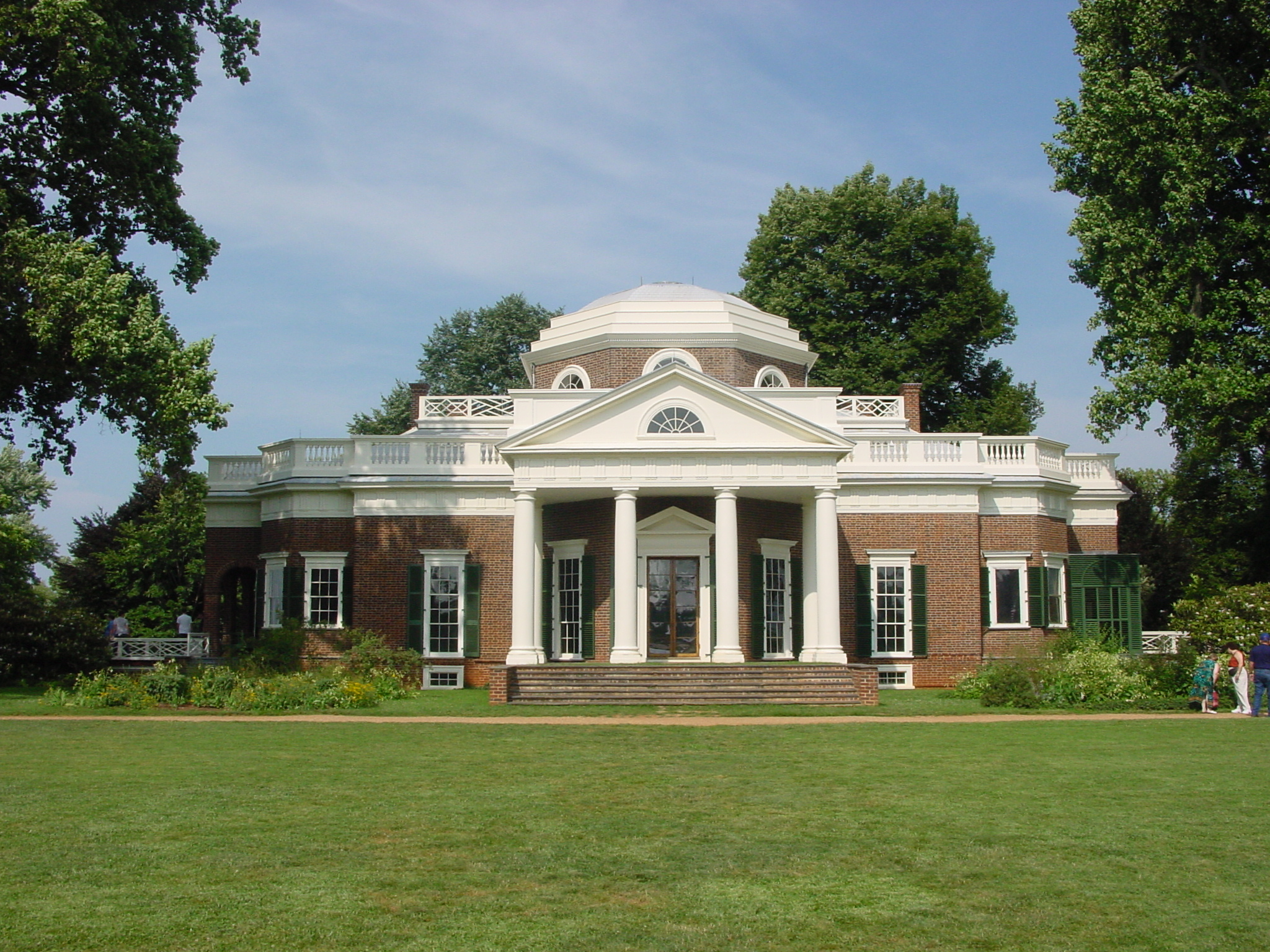
El Monticello.

El estado de Virginia presentó un pabellón que era una reproducción del Monticello de Thomas Jefferson. El edificio del estado de Pensilvania alardeaba de un gran domo cuadrado con unos preciosos pórticos. El 8 de junio, Día de la Campana de la Libertad, se celebró instalando la campana en este edificio. La campana abandonó la muestra el 16 de noviembre.
El estado de Wisconsin construyó un inmueble que fue galardonado con un piano al ser elegido el modelo a seguir por los edificios estatales construidos en la muestra.
El pabellón del estado de Minnesota recibió miles de visitantes procedentes de allí durante la exposición.
El estado de Ohio presentó una construcción que tenía una oficina de correos para los procedentes del estado. Los visitantes del inmueble de Indiana podían pasear por los jardines y luego comer en el salón de té del edificio.

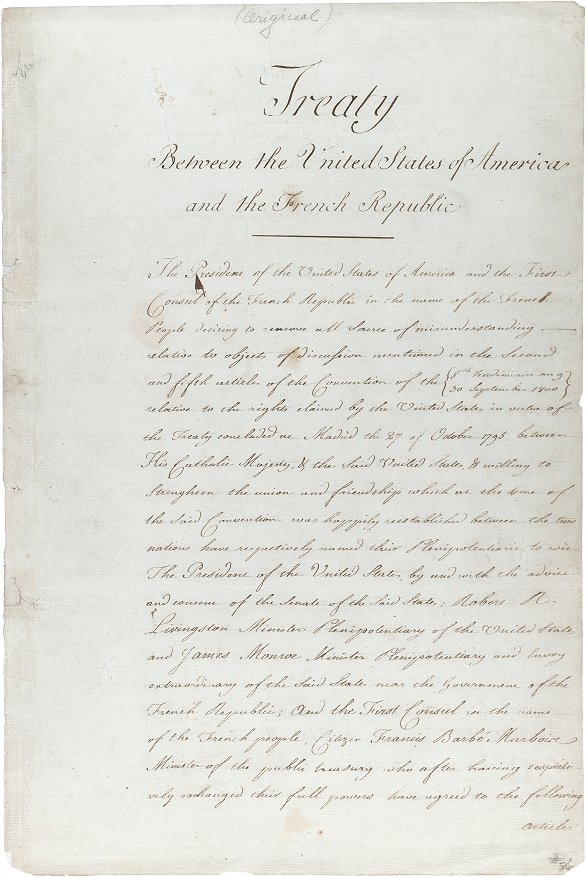
Imagen del tratado de la Compra de Luisiana.

Otro rasgo de las construcciones de los estados de la parte media de EE. UU. es que incluían grandes figuras de bronce de héroes de la Guerra Civil de los Estados Unidos, como en los edificios de Iowa y Kansas.
El edificio de Luisiana proporcionaba a los visitantes la oportunidad de experimentar el momento de la firma del Tratado de la Compra de Luisiana. El inmueble era una recreación del Cabildo de Nueva Orleans, el lugar en el que se firmó el tratado de la Compra de Luisiana. Tenía el mismo tamaño que el original. Para que tuviera un mayor realismo, las puertas y la azotea del Cabildo fueron transportadas a San Luis y se incorporaron en las respectivas partes del edificio. El escritorio en el que se firmó el tratado también estaba en este edificio.
El inmueble del estado de Misuri fue diseñado para ser una estructura permanente, pero se incendió el 18 de noviembre de 1904, y como la feria casi había acabado, no fue reconstruido. Tras la exposición, el museo de la Exposición Universal fue construido sobre el emplazamiento del edificio de Misuri. El arquitecto del edificio fue Isaac S. Taylor. En el centro del inmueble se encontraba una gran cúpula dorada. El edificio contaba además con un sistema de refrigeración.

#### Pabellones extranjeros
Pabellón de Japón

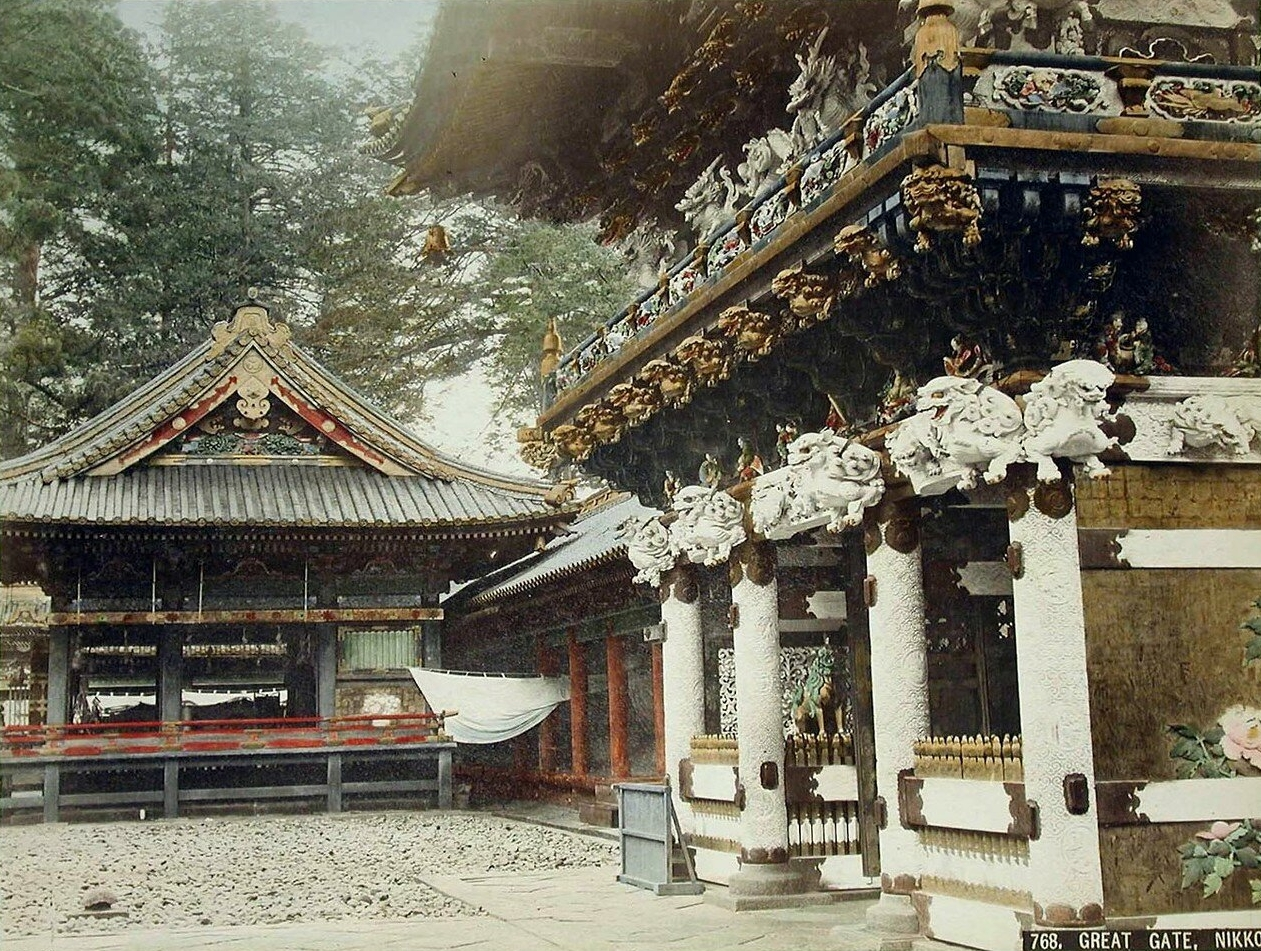
Imagen del Santuario de Nikko.

El edificio de Japón estaba situado en el Lucio. La entrada del pabellón destacaba con 30 m de altura. Ésta era una réplica de la entrada del santuario de Nikko, que está a unos 128 km de Tokio.
Dentro del edificio los visitantes podían encontrar casas de té y restaurantes, tiendas con mercancías japonesas y un teatro japonés.
Pero la mayor atracción del edificio de Japón era su jardín. Algunas plantas y árboles de este jardín provenían del jardín del emperador. El edificio fue construido por artesanos japoneses que usaron materiales traídos del Japón.
Pabellón de la "Asia Misteriosa"
El edificio de la "Asia Misteriosa" estaba localizado en el Lucio. Una reproducción de la fachada del Taj Mahal era el principal foco de atención de este pabellón.
El pabellón incluía bazares de la India, de Ceilán (actualmente Sri Lanka) y de otros varios países asiáticos. Todos los productos expuestos en los bazares podían ser adquiridos.
Pabellón de España

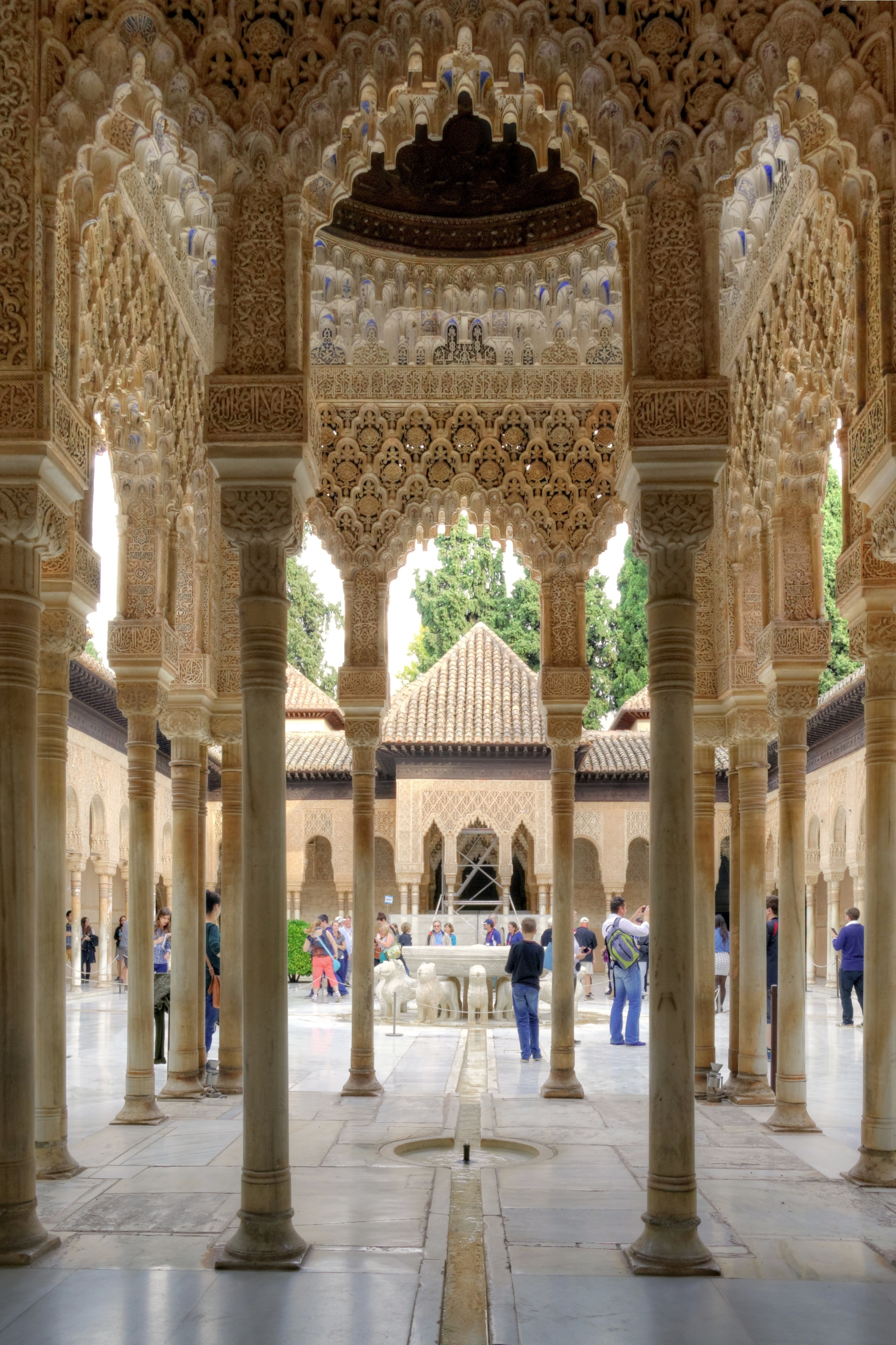
Imagen del Patio de los Leones.

El conjunto de edificios de España estaban situados en el Lucio y contenían reproducciones del Patio de Leones de la Alhambra, y de la plaza del mercado de Triana.
Los visitantes también podían disfrutar de exhibiciones de bailarinas españolas, de una corrida de toros mecánica y de la gastronomía española. Para acceder al recinto de España había que pagar 25 centavos.
Participación no oficial de Rusia
El gobierno ruso decidió no participar en la muestra cuando los objetos que se iban a exhibir ya habían llegado a San Luis.
Los organizadores de la exposición consiguieron que su petición, de que algunos objetos fueran expuestos, fuera aceptada por parte del gobierno ruso. Uno de los objetos que permitieron exponer fue una reproducción del Transiberiano.
Pabellón de Alemania

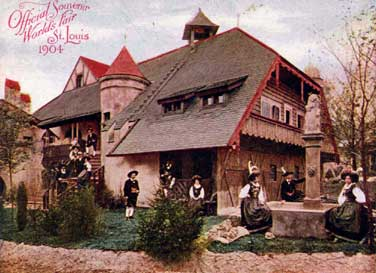
Imagen del pueblecito alemán.

El pabellón de Alemania era un pueblo de los Alpes tiroleses coronados de nieve. La atracción de los Alpes tiroleses ofrecía un magnífico paisaje y ofrecía a los visitantes que degustaran la gastronomía alemana. Castillos alpinos, casas con tejados puntiagudos e iglesias rodeaban a los grupos de campesinos que cantaban canciones tirolesas. El hotel San Louis Inn formaba parte de esta atracción.
Pabellón de China
El pabellón chino era una reproducción del palacio de verano del príncipe Pu Lun en Pekín. Fue construido por partes en China y posteriormente fue llevado a San Luis. El pabellón era lujoso, con una entrada con adornos escarpados y una pagoda.
El príncipe chino, Pu Lun, visitó la muestra y donó el pabellón y su contenido al presidente de la exposición. Parte del mobiliario se sigue conservando en la Universidad de Washington en St. Louis.
Pabellón de Francia

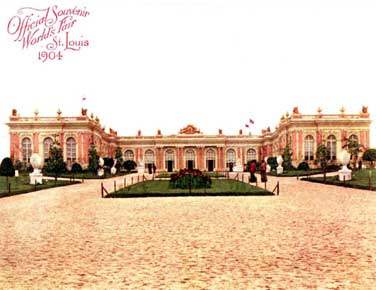
Pabellón francés.

El pabellón francés fue inaugurado el 16 de mayo de 1904 al son de la Marsellesa, tocada por la banda de John Philip Sousa. A lo largo de la muestra, este edificio fue utilizado por los diplomáticos franceses para celebrar banquetes y fiestas.
Este pabellón era una reproducción del palacio de Versalles. Los visitantes podían observar un mechón de pelo de Napoleón, que se encontraba en una urna de cristal.
Pabellón de México
México presentó una pabellón que fue inaugurado el 28 de mayo de 1904. México fue uno de los países que primero terminó la construcción de su pabellón.
Este pabellón tenía una gran torre y un patio de estilo arquitectónico mexicano. Además, había un jardín con plantas típicas de este país.
Destacó, así mismo, la presencia de una mujer empresaria mexicana: Juana C. Romero; originaria de Tehuantepec, Oaxaca quien recibió un reconocimiento en esta exposición mundial por la producción y calidad de su industria azucarera.
Pabellón de Austria

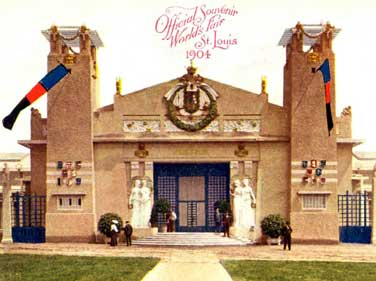
Pabellón de Austria.

Sociedades artísticas austríacas enviaron trabajadores a la muestra para que realizaran el pabellón de su país.
El pabellón fue diseñado por Ludwig Baumann. Los diplomáticos austríacos realizaron recepciones en el edificio. Theodore Roosevelt visitó este pabellón.
Pabellón de Italia
El pabellón de Italia se inauguró el 6 de junio de 1904. Los visitantes que accedían a este pabellón podían ver restos de Pompeya y arte moderno mientras escuchaban música típica italiana.
Pabellón de Bélgica
El 18 de mayo de 1904 tuvo lugar la inauguración del pabellón belga. El edificio fue construido en Amberes y posteriormente fue llevado a San Luis. Pinturas de ciudades y provincias belgas decoraban los exteriores del pabellón.
Pabellón de Argentina

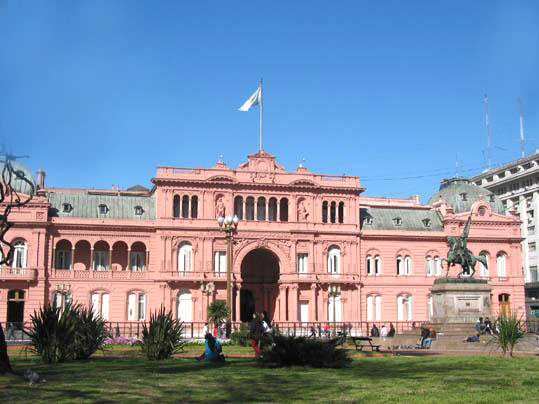
La Casa Rosada.

Aunque de escaso tamaño, el pabellón de Argentina fue uno de los de mayor belleza arquitectónica de la muestra. El pabellón era un reproducción de la Casa Rosada, sede del ejecutivo argentino.
Pabellón de Canadá
La ceremonia de inauguración del pabellón canadiense tuvo lugar el 18 de mayo de 1904. El arquitecto canadiense Lawrence Fennings Taylor diseñó el pabellón con el estilo gótico de la época de Enrique VII de Inglaterra.

### El Lucio
El Lucio era la zona de entretenimiento de la muestra. En él había restaurantes, exhibiciones de distintos países y atracciones que podían ser disfrutadas desde por la mañana hasta cerca de las 11:00 de la noche. A lo largo del día diversas compañías teatrales pasaban por el Lucio para divertir a la muchedumbre.

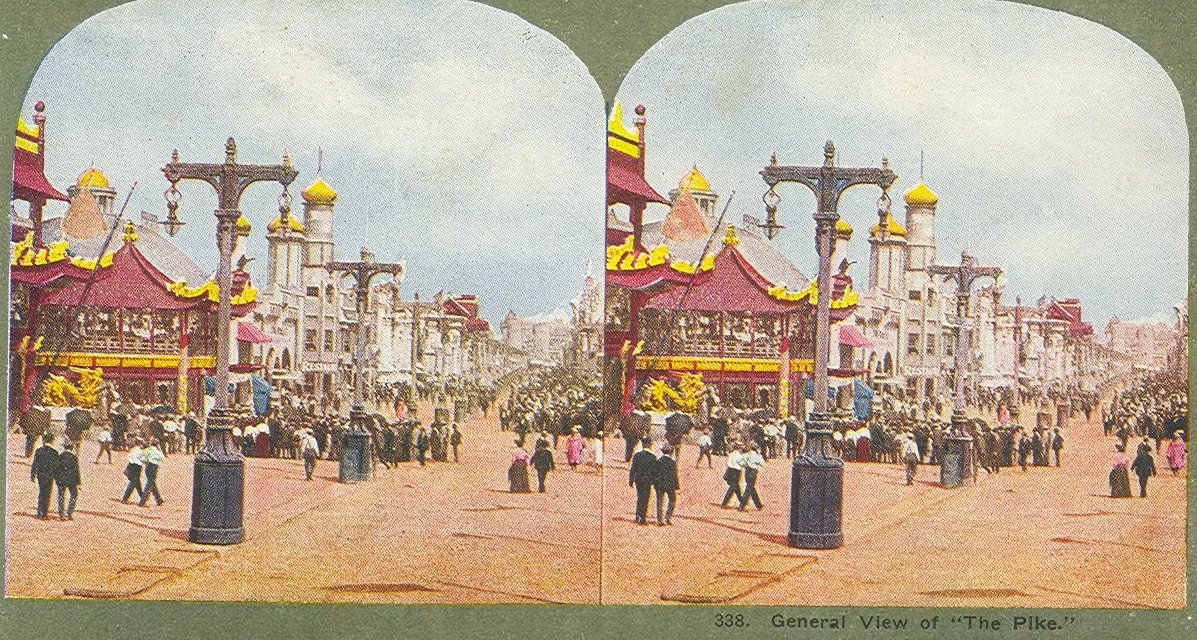
Imagen del Lucio.

La entrada al Lucio costaba de 10 a 25 centavos, y para las atracciones especiales había que pagar una entrada especial.
En el Lucio también había exposiciones científicas. En una de estas muestras se podían ver a bebés en incubadoras. Los bebés prematuros que nacían en los hospitales cercanos a la muestra eran llevados a ella. Cada bebé era colocado en una incubadora y tenía una enfermera personal. Ésta era una de las atracciones por las que había que pagar una entrada especial, costaba 25 centavos.

### Noria

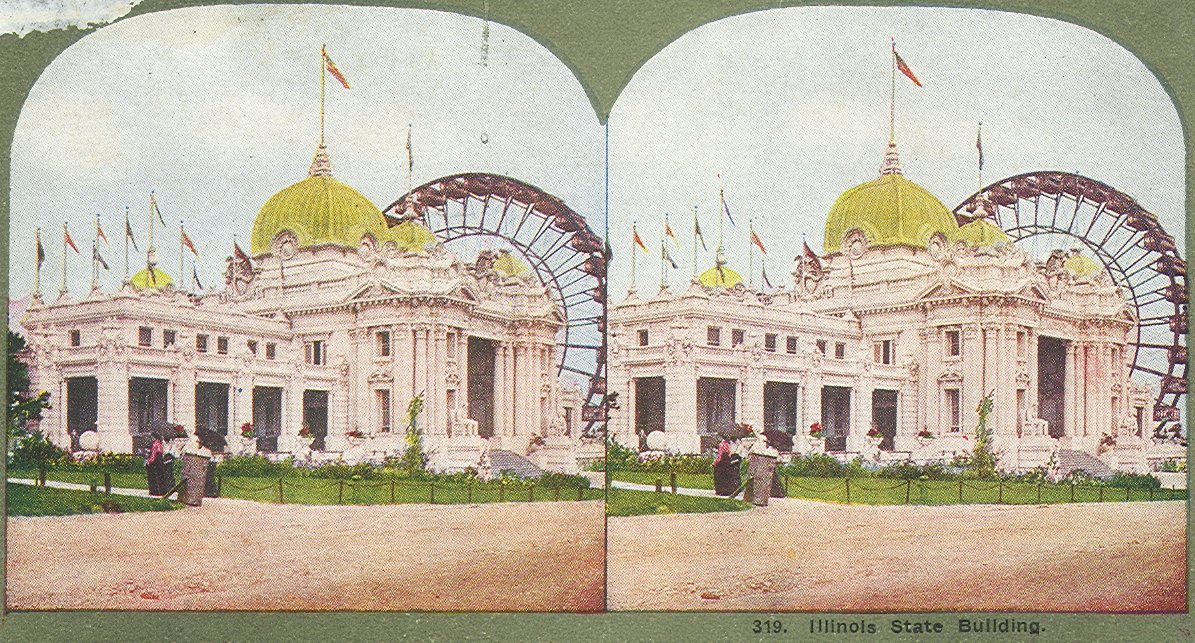
Imagen del edificio del estado de Illinois con la noria detrás.

La mejor forma de conseguir una vista de toda la exposición era subiéndose a una de las 36 cabinas de la noria de la muestra que se elevaban hasta 75 metros. La capacidad máxima de la noria era de 60 personas. Su inventor fue George Washington Gale Ferris. La noria de la muestra apareció por primera vez en la Exposición Mundial Colombina de Chicago del año 1893. Dicha noria fue trasladada de Chicago a San Luis mediante 175 vagones de tren. Al terminar la exposición, la noria fue dinamitada. Años después, se encontraron algunos pedazos de la noria en el Forest Park.

### Cascadas

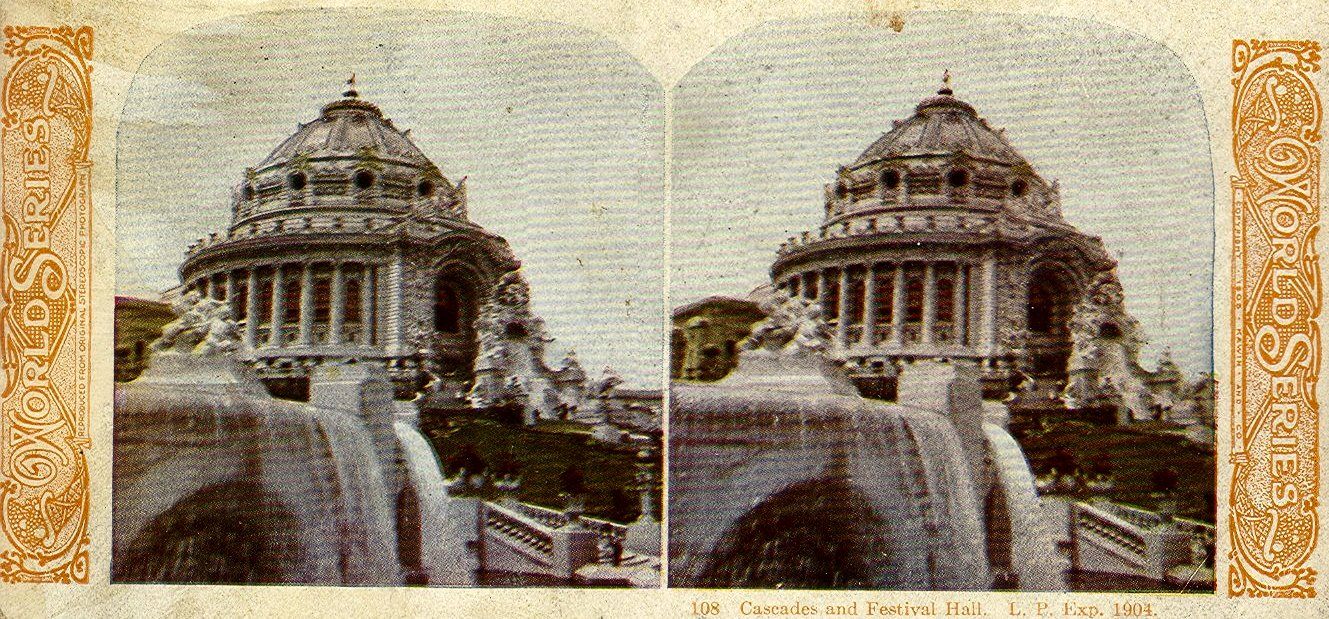
Imagen de las cascadas.

Una serie de cascadas enviaban agua desde el Festival Hall hasta el Gran Estanque. Estas cascadas eran iluminadas con colores vivos por la noche. Los adornos florales y las estatuas de Isidore Konti daban una gran belleza al conjunto.
Las cascadas eran tan espectaculares que los directores de la muestra tomaron la decisión de limpiar sus aguas, ya que las aguas de San Luis solían ser fangosas y no cristalinas.
El ragtime era la música que sonaba habitualmente en la exposición. Scott Joplin escribió Las Cascadas expresamente para la feria. Joplin se inspiró en las cascadas del gran estanque de la exposición.

### Productos innovadores

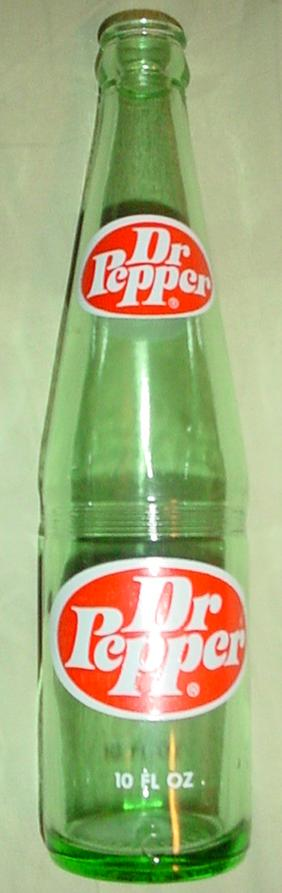
Botella de cristal de Dr Pepper.

Un gran número de nuevos productos de alimentación inventados en la feria fueron muy consumidos. El alimento más consumido consistía en un helado que tenía un cono parecido a un gofre, que se vendió por primera vez durante la feria. Otros productos muy consumidos fueron la hamburguesa y el perrito caliente (ambos productos de alimentación tradicional alemana), la mantequilla de cacahuete, el ponche crema, el té helado, y el algodón de azúcar. Es probable que estos alimentos fueran introducidos en la feria para conseguir más visitantes y popularizar la muestra. La bebida Dr Pepper también fue presentada por vez primera a los consumidores estadounidenses en la exposición. Los dueños de Doumar's Cones y BBQ, empresas procedentes de Norfolk, Virginia, vendieron los primeros cucuruchos de helado en la Exposición Universal de San Luis.

### Exhibición racial y étnica
Frederick J. V. Skiff, organizador de los diferentes actos y exhibiciones de la Exposición, sostenía que el «desarrollo humano» había culminado en las razas y culturas occidentales y su consiguiente dominio mundial. De este modo, organizó un museo viviente con presencia de individuos de diferentes etnias y grupos raciales del planeta —como inuits, zulúes y más de cincuenta tribus de indios norteamericanos, entre otros— expuestos a modo de «zoo humano», formando así la mayor concentración de pueblos no occidentales jamás reunida hasta entonces. Algunos de los indígenas expuestos al público, como varios igorotes de Filipinas, fueron obligados a vestirse al modo occidental por orden del presidente Roosevelt para evitar las críticas de un eventual «fracaso en su labor de civilizar Filipinas», recientemente pacificada por los Estados Unidos. A esta muestra de la superioridad cultural del hombre blanco se añadió la exhibición de diversos jefes de tribus nativas de Norteamérica, entre los que sobresalió como prisionero de guerra Gerónimo, apodado por la prensa el tigre humano; este jefe apache era presentado en público saludando a la bandera estadounidense o participando en recreaciones teatrales de la batalla de Little Bighorn.
El 12 de agosto, coincidiendo con la celebración de los Juegos Olímpicos en San Luis, la Exposición celebró unas «Jornadas antropológicas» a modo de juegos alternativos con los miembros de los pueblos indígenas convocados a la gran exhibición étnica como competidores. Los organizadores, todos de raza blanca, enfrentaban a los participantes entre sí con el fin de determinar posibles diferencias en las aptitudes físicas entre las diversas razas humanas.

## Juegos Olímpicos de 1904
La Exposición Universal acogió los Juegos Olímpicos de Saint Louis 1904, que fueron los primeros celebrados en los Estados Unidos de América. Al principio habían sido concedidos a Chicago, pero cuando Saint Louis amenazó con crear un torneo deportivo paralelo, fueron trasladados a esta última. Sin embargo, los acontecimientos deportivos se extendieron varios meses y fueron ensombrecidos por la Exposición Universal. A consecuencia de los altos costes del viaje, muchos atletas europeos no acudieron a la cita y tampoco asistió el fundador de los modernos Juegos Olímpicos, el Barón Pierre de Coubertin.

## Visitantes famosos

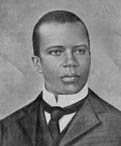
Scott Joplin.

A la exposición acudieron una gran cantidad de visitantes notables. Algunos de ellos fueron John Philip Sousa, cuya banda musical tocó en la ceremonia de inauguración y varias veces a lo largo de la exposición, Scott Joplin, y Thomas Edison. El presidente Theodore Roosevelt inauguró la feria vía telégrafo, y no asistió personalmente a la exposición hasta su reelección en noviembre de 1904, porque dijo que no quería utilizar la exposición con fines políticos.
A finales de septiembre se celebró un Congreso Internacional de Artes y Ciencias que congregó a algunas de las personalidades más importantes del ámbito cultural y científico mundial, como los psicólogos Stanley Hall, James Mark Baldwin o John B. Watson (fundador del conductismo), el antropólogo Franz Boas, Woodrow Wilson (rector de Princeton) y Abbott Lawrence Lowell (rector de Harvard), los sociólogos Ernst Troeltsch, Ferdinand Tönnies, Lester Ward y Max Weber, los genetistas Hugo de Vries y Thomas Hunt Morgan, los premios Nobel de Química Henri Moissan, William Ramsay, Svante August Arrhenius, Jacobus Henricus van 't Hoff y Wilhelm Ostwald, los físicos Paul Langevin, Ernest Rutherford, Henri Poincaré y Ludwig Boltzmann, el neurólogo Wilhelm Waldeyer o el economista Werner Sombart.